# Stazione di Sottocastello-Tai
La stazione di Sottocastello-Tai è stata una stazione della linea Calalzo-Padova. Serviva Sottocastello frazione di Pieve di Cadore e il comune di Tai di Cadore. Il gestore era la società Ferrovie dello Stato.

## Strutture e impianti
La stazione venne inaugurata con rango di stazione, negli anni successivi venne declassata a fermata fino ad essere completamente soppressa. Sebbene all'inizio la stazione avesse due binari oggi se ne trova solamente uno. 